# Dead Space: Extraction
Dead Space: Extraction (рус. Мёртвый космос: Извлечение) — научно-фантастическая компьютерная игра в жанре рельсовый шутер, разработана студией Visceral Games (бывшая EA Redwood Shores). Версия игры для Wii была выпущена 29 сентября 2009 года в Северной Америке, европейский выпуск состоялся 2 октября 2009 года. Выход версии для PlayStation 3 состоялся 25 января 2011 года.

## Сюжет
События Dead Space: Extraction происходят до событий оригинальной игры Dead Space и во время событий анимационного фильма «Космос: Территория смерти». Сюжет повествует о группе космических горнодобытчиков, отчаянно пытающихся спастись от жуткой эпидемии, свирепствующей в горнодобывающем поселении на планете Эгида VII, затерянной в далеких глубинах космоса. Dead Space: Extraction представляет новых персонажей, оружие, врагов и головоломки, а также возможность совместного прохождения игры.
Игра разделена на несколько частей, в каждой из которых игроку предлагается играть за одного из выживших персонажей.
Группа инженеров-геологов, в которую входит Сэм Колдуэлл, помогает извлечь Красный Обелиск — таинственный рукотворный артефакт, найденный на Эгиде VII. При попытке сдвинуть Обелиск с постамента он пробуждается и испускает мощный сигнал, но инженеры продолжили транспортировку. Группу стали преследовать галлюцинации, из-за которых каждый из инженеров, считая, что на него нападают монстры, в приступе помутнения рассудка начинают убивать друг друга и случайных людей, попавших на пути. Прибывший отряд безопасности, в составе которого был детектив Натан Макнилл, убивает Колдуэлла.
Спустя неделю Макнилл, работая над расследованием массовых убийств в поселении, встречает сержанта Гейба Вейлера, прибывшего с космического потрошителя «Ишимура» забрать тела убитых. Прибыв в морг, они обнаруживают, что он пуст. Вслед за этим на них нападают сумасшедшие колонисты, а затем — некроморфы. Отступая в штаб-квартиру службы планетарной безопасности, они обнаруживают Лексин Мёрдок, подругу Колдуэлла, и решают сопроводить её в безопасное место. Группа пытается покинуть Эгиду VII на челноке, в чём им помогает исполнительный директор по добыче Уоррен Экхардт, но на «Ишимуре» отказываются принять корабль, расстреливая прибывающие челноки на подходе. Челнок сталкивается с «Ишимурой», и группе выживших приходится выйти в открытый космос, чтобы попасть на корабль.
Попав на «Ишимуру», они обнаруживают, что корабль тоже заражён некроморфами. Пробиваясь к мостику, они встречают Николь Бреннан, сотрудницу медицинской палубы, но та решает остаться вместе с забаррикадировавшимися сотрудниками службы безопасности в ожидании помощи. Группа продолжает путь через систему канализации корабля, где Лексин утаскивают некроморфы. Считая, что Лексин мертва, Вейлер, Макнилл и Экхардт идут дальше. Тем временем доктор Карен Хоуэлл, работавшая до этого в отсеке гидропоники, обнаруживает чудом выжившую Лексин и встречается с группой.
Макнилл, Уэллер и Лексин уходят на разведку, пока Хоуэлл и Экхардтом пытаются закрыть канализационные системы. Хоуэлл обвиняет Экхардта в том, что тот буквально напичкал экипаж «Ишимуры» юнитологами для отправки на Эгиду VII. Но не успевает Экхардт ей возразить, как их атакуют гигантские щупальца Левиафана. Экхардт убегает, запирая дверь за собой, оставляя Хоуэлл на смерть. Вернувшись к группе, он лжёт, что Хоэлл пожертвовала собой, спасая остальных. Уэллер не верит ему, но атака некроморфов вынуждает группу в срочном порядке бежать.
Разделившись на две группы, выжившие пытаются найти рабочий челнок, чтобы бежать с корабля. Найдя подходящий челнок, Уэллер обнаруживает, что Экхардт записывает сообщение для своих единоверцев из Церкви Юнитологии. Воспроизведя сообщение, Уэллер узнаёт, что Экхардт был отправлен на поверхность для того, чтобы найти человека, на которого воздействие Обелиска не оказывало бы никакого влияния. Юнитологи убеждены, что такой человек не только не восприимчив к воздействию Обелиска, но способен защитить от него других людей. Экхардт считает, что нашёл такого человека — это Лексин. Также он признаётся, что ему пришлось устроить смерть Хоуэлл, так как та стала подозревать его. Пока Уэллер смотрит запись, Экхардт стреляет в него и раскрывает свои планы — он хочет доставить Лексин юнитологам. Намереваясь убить Уэллера, Экхардт неожиданно подвергается нападению некроморфа и гибнет.
Спустя некоторое время Макнилл и Лексин находят раненного Уэллера. Чтобы покинуть «Ишимуру», необходимо отключить противометеоритную систему корабля, которая по-прежнему расстреливает все прибывающие и отбывающие челноки. Макнилл отправляется на мостик и вручную отключает питание пушек защиты. На обратном пути на него нападает огромный некроморф, который пригвождает его руку шипом к обшивке корабля, из-за чего он вынужден отсечь её. Тем временем Уэллер и Лексин пытаются защитить челнок от некроморфов; в самый последний момент Макнилл присоединяется к ним, и всем троим удается покинуть корабль. После этого они слышат передачу с корабля «Келлион» (на котором прибывают герои из Dead Space), находящегося рядом с «Ишимурой». Лексин пытается предупредить экипаж, но корабль не получает их сообщение.
Эпилог оставляет сюжет игры на открытом финале: на Лексин нападает сзади Макнилл, умерший от кровотечения и болевого шока и превратившийся в некроморфа. Она хватает пистолет и целится в него. Последние секунды выхватывают вспышку от выстрела.
История Лексин и Уэллера продолжится в сюжетном дополнении Severed прямого продолжения серии Dead Space 2.

## Персонажи

### Протагонисты
- Сэм Колдуэлл (англ. Sam Caldwell) — инженер-геолог, работавший на континентальном пласте. Первый играбельный персонаж. По сценарию он и ещё несколько геологов работают непосредственно с Обелиском. Вместе с остальными рабочими начал сходить с ума во время пробуждения Обелиска, из-за чего принимал всех остальных сотрудников за одержимых психопатов. Пытался выбраться с пласта, но застрелен Макниллом.
- Натан Макнилл (англ. Nathan McNeill) — детектив службы безопасности колонии. Расследовал дело по массовому психозу рабочих, но, столкнувшись с эпидемией, вместе с Веллером и Лексин попытался спастись с колонии, а после — и с «Ишимуры». Во время финального боя с Левиафаном был вынужден отрубить себе руку, из-за чего теряет много крови и умирает на борту спасательного челнока. Мутировав в некроморфа, пытался убить Лексин.
- Гэбриэл «Гейб» Уэллер (англ. Gabriel "Gabe" Weller) — сержант службы безопасности колонии, напарник Макнилла. Несмотря на ранение, спасся с Лексин с «Ишимуры». Также является протагонистом в дополнении Severed к Dead Space 2.
- Карен Хоуэлл (англ. Karen Howell) — работница секции гидропоники на «Ишимуре». Пытаясь спастись от некроморфов, находит Лексин, отбившуюся от своей группы. Первой догадалась, что Уоррен — не тот, за кого себя выдаёт. Чтобы сохранить своё прикрытие, Уоррен бросает Карен на растерзание щупальцам Левиафана.

### Прочие
- Лексин Мёрдок (англ. Lexine Murdoch) — сотрудница IT-отдела колонии, девушка Сэма Колдуэлла. Предположительно, имеет защиту от телепатического влияния Обелиска, из-за чего являлась объектом внимания Уоррена. Вместе с Веллером спаслась с «Ишимуры». Также появляется в дополнении Severed к Dead Space 2.
- Уоррен Экхардт (англ. Warren Eckhard) — оракул (высокопоставленный юнитолог), под прикрытием инспектора добывающей корпорации работающий на «Ишимуре». Прилетел с особой миссией — найти человека, который имеет защиту от воздействия Обелиска. При попытке убить Веллера сам был убит подкравшимся некроморфом.
- Николь Бренан (англ. Nicole Brennan) — работница медицинской службы «Ишимуры», девушка Айзека Кларка, протагониста Dead Space. Оказывает помощь героям, после того, как их подстрелили выжившие охранники. В отличие от основных игр серии, здесь Николь предстаёт пока ещё живой. Ближе к концу игры Натан и Лексин смотрят её предсмертное сообщение Айзеку, где она совершает суицид.

## Разработка
Dead Space: Extraction разрабатывалась Visceral Games и Eurocom в течение года до официального анонса 18 февраля 2009 года. Игра разрабатывалась специально для Wii, с использованием возможностей контроллеров консоли. Полная разработка заняла всего 14 месяцев, во многом благодаря тому, что Extraction унаследовала многие ресурсы от оригинальной Dead Space.
Версия для PlayStation выпускалась как отдельная игра через PlayStation Network и как часть ограниченного издания Dead Space 2 Портированная версия поддерживала контроллеры DualShock 3 и Sixaxis, а также PlayStation Move. Кроме того, была улучшена графика исходной версии.
Как и в оригинальной игре, если сложить первые буквы из названий глав, можно получить предложение, указывающее на один из сюжетных поворотов игры: «Warren Lies» (англ. Уоррен лжёт).

## Критика
| Сводный рейтинг    | Сводный рейтинг                                                          |
| Агрегатор          | Оценка                                                                   |
| ------------------ | ------------------------------------------------------------------------ |
| GameRankings       | 83,90 %                                                                  |
| Metacritic         | (Wii) 82/100 (PS3) 79/100                                                |
| Иноязычные издания |                                                                          |
| Издание            | Оценка                                                                   |
| 1UP.com            | B+                                                                       |
| Edge               | 8/10                                                                     |
| Eurogamer          | 8/10                                                                     |
| G4                 | 4 из 5 звёзд · 4 из 5 звёзд · 4 из 5 звёзд · 4 из 5 звёзд · 4 из 5 звёзд |
| GameSpot           | 8/10                                                                     |
| GameSpy            | [ 14 ]                                                                   |
| GameTrailers       | 7,9/10                                                                   |
| IGN                | Wii: 8,5/10 PS3: 7,5/10                                                  |
| Nintendo Power     | 8/10                                                                     |
| ONM                | 84 %                                                                     |

Dead Space: Extraction получила положительные оценки игровых изданий, средний рейтинг на агрегаторе Metacritic составил 82/100.. IGN присудило игре оценку 8,5/10 и награду «Выбор редакции».
Между тем, игра продавалась плохо — за первые пять дней было продано всего лишь 9200 копий игры в розничной сети США. GameSpot назвав Extraction лучшей игрой для Wii и «лучшей игрой, в которую никто не играет». Сценарист Extraction Энтони Джонсон считал, что причиной непопулярности игры среди аудитории стал выход рельсового шутера на непопулярной платформе с ESRB-рейтингом M (только для взрослых). Впрочем, по его признанию, по этим же причинам игру и хвалили.